# سينثيا مكفادين
سينثيا مكفادين (بالإنجليزية: Cynthia McFadden)‏ هي صحفية أمريكية، ولدت في 27 مايو 1956 في لويستون في الولايات المتحدة.

## وصلات خارجية
- سينثيا مكفادين على موقع IMDb (الإنجليزية)
- سينثيا مكفادين على موقع إن إن دي بي (الإنجليزية)
- سينثيا مكفادين على موقع قاعدة بيانات الفيلم (الإنجليزية)